# 5960 Wakkanai
5960 Wakkanai este un asteroid din centura principală de asteroizi.

## Descriere
5960 Wakkanai este un asteroid din centura principală de asteroizi. A fost descoperit pe 21 octombrie 1989 la Kagoshima de Masaru Mukai și Masanori Takeishi. Asteroidul prezintă o orbită caracterizată de o semiaxă mare de 2,19 ua, o excentricitate de 0,15 și o înclinație de 4,3° în raport cu ecliptica.